# مغزرة أنغولية
مغزرة أنغولية (الاسم العلمي:Polygala angolensis) هي نوع نباتي يتبع جنس المغزرة من فصيلة المغزرية.